# The Elder Scrolls: Arena
『The Elder Scrolls: Arena』（ジ・エルダー・スクロールズ・アリーナ）は1994年にアメリカのベセスダ・ソフトワークスが開発・販売を行ったMS-DOS用アクションRPGである。The Elder Scrollsシリーズの第1作目。無実の罪で投獄された主人公をプレーヤーは操作し、偽皇帝の正体を暴いて帝国を救うという物語である。
ワールドマップ（荒野、町、ダンジョン）が手続き型生成される。

## プロット
第三紀389年。舞台となるタムリエル大陸全土を支配する帝国の統治者である皇帝ウリエル・セプティム7世は、宮廷内で暗躍する策謀の匂いを嗅ぎ取り、側近の帝国魔闘士ジャガー・サーンを呼び出す。ところがサーンこそが裏切者であり、皇帝は将軍タリン・ウォーハフトと共に、サーンが作り出した異空間に閉じ込められる。そしてサーンは「混沌の杖」を用いて皇帝になりすますと国政を壟断し始める。
偶然、サーンの弟子の女魔術士のリア・シルメンはその光景を目撃し、これを元老院に伝えようとするも気づかれて殺されてしまう。また、サーンは国権を掌握するためウォーハフトの部下に無実の罪をなすりつけ投獄する。その1人であるプレーヤーは牢獄にてリアの精神体から接触を受け、陰謀の真相を知らされる。偽皇帝の正体を暴き、本物の皇帝と帝国を救うには、サーンは8つに分割して大陸中に隠した「混沌の杖」を手にいれる必要があるという。リアの助けで脱獄を果たしたプレーヤーは、タムリエル各地を冒険し、「混沌の杖」の欠片を集め、サーンに戦いを挑む。